# Ère Tenpō
L'ère Tenpō (en japonais : 天保) est une des ères du Japon (年号, nengō, littéralement « le nom de l'année ») suivant l'ère Bunsei et précédant l'ère Kōka. Cette ère couvre la période allant du mois de décembre 1830 au mois de décembre 1844. L'empereur régnant est Ninkō-tennō (仁孝天皇).

## Introduction

### Changement de l'ère
- 10 décembre 1830 (Tenpō gannen (天保元年?) : Durant la 13e année de l'ère Bunsei, le nom de la nouvelle ère, Tenpō (« protection impériale céleste ») est créé pour marquer les désastres engendrés par un grand incendie à Edo et un séisme à Kyoto. Le nom de la nouvelle ère provient d'un aphorisme d'exhortation : « Respecte et vénère les voies du ciel. Conserve éternellement le Mandat du Ciel » (欽崇天道、永保天命).

L'ère Tenpō est souvent décrite comme le début de la fin du gouvernement du bakufu Tokugawa. Bien que l'ère Tenpō a beaucoup accompli grâce à ses réformes, et aussi sur le plan culturel, la blessure infligée au système de gouvernement des Tokugawa au cours de l'ère Tenpō est sans précédent. L'ordre public et l'insatisfaction avec le gouvernement est la question principale, mais le bakufu n'est pas entièrement responsable de l'agitation parmi le peuple. Les mauvaises récoltes de 1833 par exemple, qui entraînent bientôt un long désastre enduré pendant plus de quatre ans connu sous le nom « Grande Famine Tenpō », sont causées principalement par de mauvaises conditions météorologiques. Parce que les cultures ne peuvent se développer dans ces circonstances, les prix commencent à monter en flèche. Ces circonstances difficiles provoquent de nombreuses rébellions et émeutes à travers le Japon au cours des années Tenpō. Las et cherchant désespérément quelqu'un à blâmer, le peuple se soulève contre le gouvernement et le yori Ōshio Heihachirō, connu pour avoir dirigé une des plus grandes rébellions, fait une déclaration désignant « les catastrophes naturelles comme des signes certains du mécontentement des Cieux avec le gouvernement ». Les réformes de Mizuno Tadakuni sont destinées à remédier à ces problèmes économiques mais ne peuvent sauver le bakufu de son effondrement final.
La direction du shogunat durant l'ère Tenpō est celle de Tokugawa Ieyoshi, le 12e shogun du gouvernement du bakufu. Son règne dure de 1837 à 1853. Au cours de cette période, de nombreux facteurs semblent avoir vu le déclin de sa santé : à savoir, la grande et dévastatrice famine, les nombreuses rébellions qui s'élèvent contre le bakufu et la progression rapide de l'influence étrangère.

## Grande famine de l'ère Tenpō
La Grande famine de l'ère Tenpō des années 1830 est une période dévastatrice au cours de laquelle l'ensemble du Japon subit la baisse rapide des températures et la perte de cultures, et à leur tour, les prix des marchands commencent à monter en flèche. Beaucoup meurent de faim pendant ce sombre épisode: « Le taux de mortalité pour un village dans le nord-est passe à trente-sept pour mille et celui de la ville de Takayama est de presque quarante-cinq pour mille ». Comme les cultures continuent de diminuer dans les campagnes, les prix augmentent et une pénurie d'approvisionnement amène les gens à lutter pour survivre sur les maigres reserves. Les dépenses croissante pour le riz en particulier, aliment de base des Japonais, constituent un coup dur à la fois pour l'économie et le peuple qui en est affamé. Certains doivent même se résoudre à « manger des feuilles et des mauvaises herbes, voire des imperméables en paille ».
Les samouraï subissent également les effets de la famine, face à des salaires inférieurs des gouvernements de domaine japonais en prévision des difficiles obligations fiscales à venir. Pour aggraver les conditions de vie déjà désastreuses de la famine, des maladies commencent enfin à se répandre et beaucoup de ceux qui mouraient de faim ne peuvent résister aux différentes épidémies telles que la peste, la variole, la rougeole et la grippe. Des milliers de Japonais meurent de faim à l'apogée de la crise en 1836-1837.

## Rébellion
L'une des rébellions provoquées par la Grande famine Tenpō est la rébellion d'un certain Ōshio Heihachirō (1792-1837). L'homme dont le nom a été donné à cette rébellion mène une tentative de révolte dans les années 1830 ce qui lui vaut d'être appelé Daimyojin yonaoshi, ou « sauveur du monde », pour ses tentatives de restauration morale. Ancien officier de police et lettré, Ōshio Heihachirō a demandé de l'aide aux commissionnaires et autres marchands aisés de la ville d'Osaka en 1837 mais n'a reçu que des marques d'indifférence. Choqué par son échec dans cette entreprise, Ōshio incite à un soulèvement pour s'opposer à ceux qui ont refusé leur aide. Avec environ 300 partisans, dont de pauvres citadins et des paysans de différents villages, Ōshio met le feu à un cinquième de la ville d'Osaka. Mais la rébellion est rapidement réprimée, forçant Ōshio à une rapide retraite à l'issue de laquelle il se suicide.
Le savant Ikuta Yorozo (1801-1837) est également à l'origine d'une rébellion aux racines semblables à celle de Ōshio Heihachirō. Ikuta avait ouvert une école pour l'éducation des adolescents, composés principalement de paysans. Ayant également souffert de la Grande Famine Tenpō, Ikuta désespère de l'absence d'aide que les bureaucrates locaux sont prêts à fournir et en 1837 il assemble une bande de paysans en représailles. Ensemble, ils lancent une attaque contre les bureaucrates, avec des résultats dévastateurs mais l'entreprise se termine avec le suicide d'Ikuta.

## Ogata Kōan et la Tekijuku
En 1838, un an après la rébellion de Ōshio Heihachirō et après l'incendie qui a dévasté près d'un quart de la ville d'Osaka, le médecin Ogata Kōan fonde une académie pour enseigner la médecine, les soins et le rangaku, ou « Études néerlandaises ». L'école est appelée Tekijuku, où la distinction de statut est inconnue et la concurrence abonde. Ogata encourage cet apprentissage concurrentiel, en particulier de la langue néerlandaise à laquelle il a consacré une grande partie de sa propre formation. Cependant, la concurrence s'intensifie et finalement les étudiants, cédant à la pression rigoureuse de l'académie, réagissent de façon irrationnelle pour évacuer leurs frustrations. Par exemple « ils frappent de leurs épées le pilier central de la principale salle de cours, y laissant balafres et entailles ». Ogata ne juge pas nécessaire de prendre des mesures disciplinaires, pensant qu'il s'agit d'actes inoffensifs et de détente.
Une grande partie de la vie d'Ogata est consacrée au rangaku qui est clairement exposé dans la vision qu'il a pour la Tekijuku. Ogata est connu dans l'histoire pour son attentions aux aspects médicaux et de thérapeutiques internes du rangaku, mettant notamment l'accent sur les maladies et son aide dans la traduction des termes médicaux étrangers.

## Restriction de l'influence étrangère

### Incident Morrison
En 1837, à l'issue du sauvetage de plusieurs marins japonais échoués, un navire appelé le Morrison s'efforce de les ramener dans leur patrie, espérant que cette entreprise lui permettrait de gagner le droit de commercer avec le Japon. Cependant, par un malheureux coup du sort, le navire marchand essuie le feu de la défense japonaise alors qu'il entre dans les eaux japonaises en vertu de l'édit pour repousser les navires étrangers passé par le Japon en 1825.

### Bangaku Shachu
Cependant, certains critiquent cet édit, à savoir le Bangaku Shachu, groupe de savants résolus a justifier le bien-fondé de l'apprentissage de l'Occident. Cette prise de position contre le shogunat agace le gouvernement qui fait arrêter vingt-six membres du Bangaku Shachu et renforce la politique relative aux études étrangères en limitant la publication de livres, en plus de rendre l'accès aux matériaux pour les Études néerlandaises assez difficile.

## Réformes de l'ère Tenpō
Tandis que l'époque des Tokugawa approche de sa fin, une réforme majeure est mise en œuvre sous le nom « réformes Tenpō » (1841-1843), principalement instituées par Mizuno Tadakuni, importante figure du shogunat. Les réformes consistent en une politique économique introduite essentiellement pour résoudre les problèmes budgétaires causés par la Grande famine Tenpō et revoir des aspects plus traditionnels de l'économie japonaise. Concernant les samouraïs, ces réformes visent à les inciter à revenir à la racine de leur éducation et des arts militaires. Les samouraï appellent à des changements au sein du statu quo lui-même. La rigueur concerne toutes les classes sociales et à cette époque les voyages sont réglementés (en particulier pour les agriculteurs, supposés rester à la maison et travailler leurs champs) et les relations commerciales s'effondrent. Cela provoque en retour la baisse du prix de plusieurs marchandises. Sous la direction de Mizuno, les réformes ont pour effets « La réforme morale, l'encouragement à la frugalité et au repli, la frappe d'une nouvelle monnaie, les emprunts forcés de maisons de riches marchands et l'annulation de dettes des samouraï ». En outre, le bakufu rencontre une farouche objection lorsque des transferts de terres sont imposés aux daimyo dans une tentative de renforcer la portée de l'influence et de l'autorité qui reste au gouvernement Tokugawa.
Bien que les réformes se soldent largement par un échec, l'introduction d'un changement économique pendant cette période est considérée comme l'approche initiale menant finalement à la modernisation de l'économie du Japon.

## Incendies au château d'Edo
Le château d'Edo est dévasté par deux incendies au cours de l'ère Tenpō, en 1839 et 1843 respectivement, et malgré la rébellion qui sévit durant cette période, aucun des deux sinistres n'est causé par les troubles.

## Autres événements de l'èreTenpō
- 1834 (Tenpō 5) : Naissance de Kondō Isami à Tama.
- 20 juillet 1835 (Tenpō 6, 7e jour du 6e mois) : Séisme à Sanriku (Latitude : 37.900/Longitude : 141.900), 7.6 de magnitude sur l'échelle de Richter[19]
  - Naissance de Hijikata Toshizō le 5 mai.
- 1836 (Tenpō 7) : Naissance de Matsudaira Katamori à Edo.
- 1837 (Tenpō 7) : Tokugawa Ieyoshi devient le 12e shogun du gouvernement bakufu des Tokugawa[20].
- 1837 (Tenpō 8) : Naissance de Tokugawa Yoshinobu.
- 25 avril 1843 (Tenpō 14, 25e jour du 3e mois) : Séisme à Yezo, Kushiro, Nemuro (Latitude : 41.800/Longitude : 144.800), 8.4 de magnitude sur l'échelle de Richter[19].
- 1844 (Tenpō 15) : Insurrection à Chōshū; Naissance de Saitō Hajime à Edo.

### Révision calendaire
Durant l'ère Tenpō, le mathématicien Koide Chōjūrō traduit des passages de l’œuvre de Jérôme Lalande consacrée à l'astronomie. Koide présente son travail à la Commission de l'astronomie comme preuve de la supériorité du calendrier européen, mais cette démarche n'entraîne aucun effet notable. Cependant, le travail de Koide et les traductions d'autres écrivains occidentaux affectent indirectement la « révision du calendrier Tenpō » en 1842-1844. Un grand nombre d'erreurs ont été trouvées dans le calendrier lunaire et un système révisé est adopté publiquement en 1844. Le nouveau calendrier est appelé le calendrier Tenpō-Jinin. Il reste en usage au Japon jusqu'à l'adoption en 1872 du calendrier Grégorien.

## Galerie

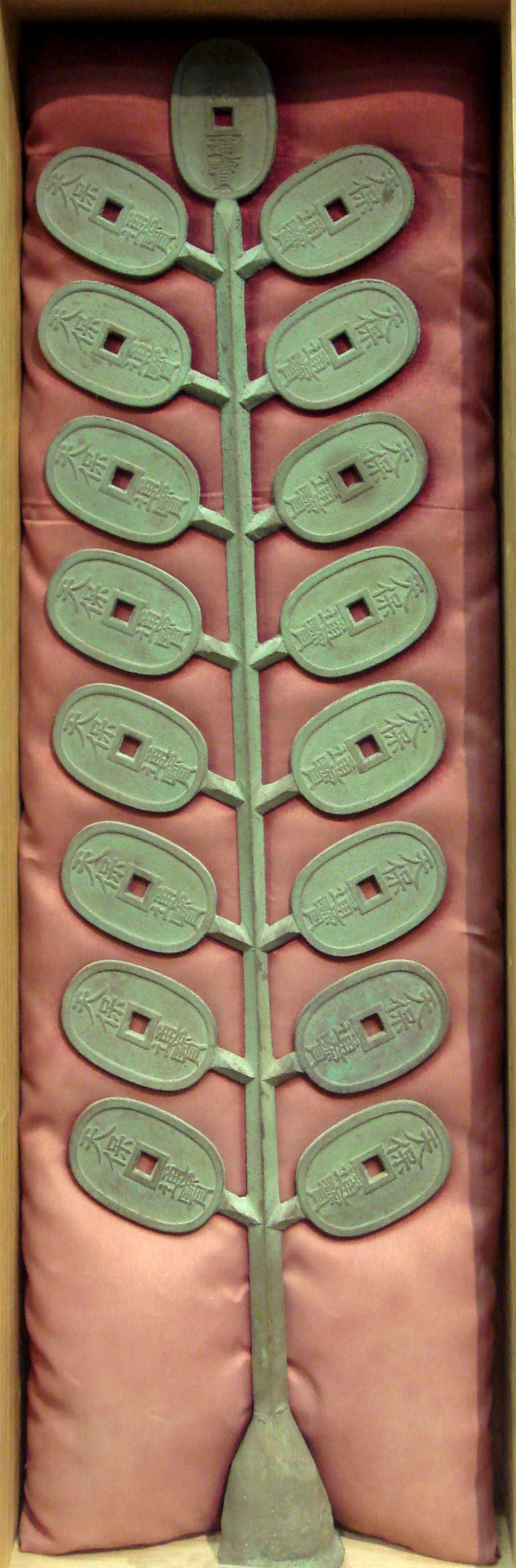
Branche edasen (枝錢?) de pièces mon du système monétaire Tokugawa de l'ère Tenpō.
Dessin japonais du Morrison ancré en face d'Uraga en 1837.